# Donne-moi la main
Donne-moi la main (tj. Dej mi ruku) je francouzsko-německý hraný film z roku 2008, který režíroval Pascal-Alex Vincent podle vlastního scénáře. Film popisuje cestu dvojčat Antoina a Quentina, kteří cestují z Francie do Španělska na pohřeb své matky, kterou nikdy nepoznali. Cestou potkávají různé osoby. Film měl světovou premiéru 27. listopadu 2008 na Filmovém festivalu v Turíně. V ČR byl uveden v roce 2010 na filmovém festivalu Febiofest pod názvem Pojď, podej mi ruku.

## Děj
Bratři Antoine a Quentin jsou adolescenti, kteří žijí se svým otcem ve Francii. Když zjistí, že jejich matka, kterou nikdy nepoznali, zemřela, odjedou z France do španělské vesnice Pasaia na její pohřeb. Protože jsou bez peněz, cestují stopem. Na benzínové pumpě se k nim přidá dívka Clémentine, se kterou má každý z bratrů pohlavní styk. Tím se rivalita mezi nimi začíná stupňovat a pokračuje i poté, co je Clémentine druhý den opustí. Cestují dál různými způsoby, až se nemohou dohodnout. Zatímco Quentin chce pokračovat takto i nadále, Antoine se chce nechat najmout na statku během sklizně a vydělat tak peníze na vlak, aby cesta ubíhala rychleji. Oba tedy pracují na poli. Zde se Quentin sblíží s jedním z mladíků Hakimem a stráví spolu noc. Antoine náhodou jejich sex zpozoruje a druhého dne hned opouští farmu. Quentin odjíždí s ním, aniž by se s Hakimem rozloučil. Večer dorazí na nádraží, ale nemají dost peněz na jízdenku. Zde Antoin dohodne s neznámým mužem sex s Quentinem za 100 euro. Když muž vyhledá Quentina na toaletách, Quentin uteče. Antoin najde později jen jeho batoh, se kterým dál pokračuje sám do Španělska vlakem. Poté pokračuje pěšky lesem, kde se zraní. Pomůže mu žena, která žije sama v horách. Antoin pokračuje dál a ve Španělsku dojede autostopem do Pasaia, kde se na hřbitově právě koná pohřeb jeho matky. Zde potkává Quentina, který zde už je. Po pohřbu jdou spolu na pláž, kde mezi nimi opět propukne spor.

## Obsazení
| Alexandre Carril    | Antoine        |
| Victor Carril       | Quentin        |
| Anaïs Demoustierová | Clémentine     |
| Samir Harrag        | Hakim          |
| Katrin Saß          | žena ve vlaku  |
| Fernando Ramallo    | Angel          |
| Patrick Hauthier    | muž na nádraží |
| Maya Borker         | žena v lese    |
| Michel Grateau      | Julian         |
| Oswaldo Parma       | starý řidič    |
| Franck Guilbot      | majitel farmy  |